# Koralówka czerwonawa

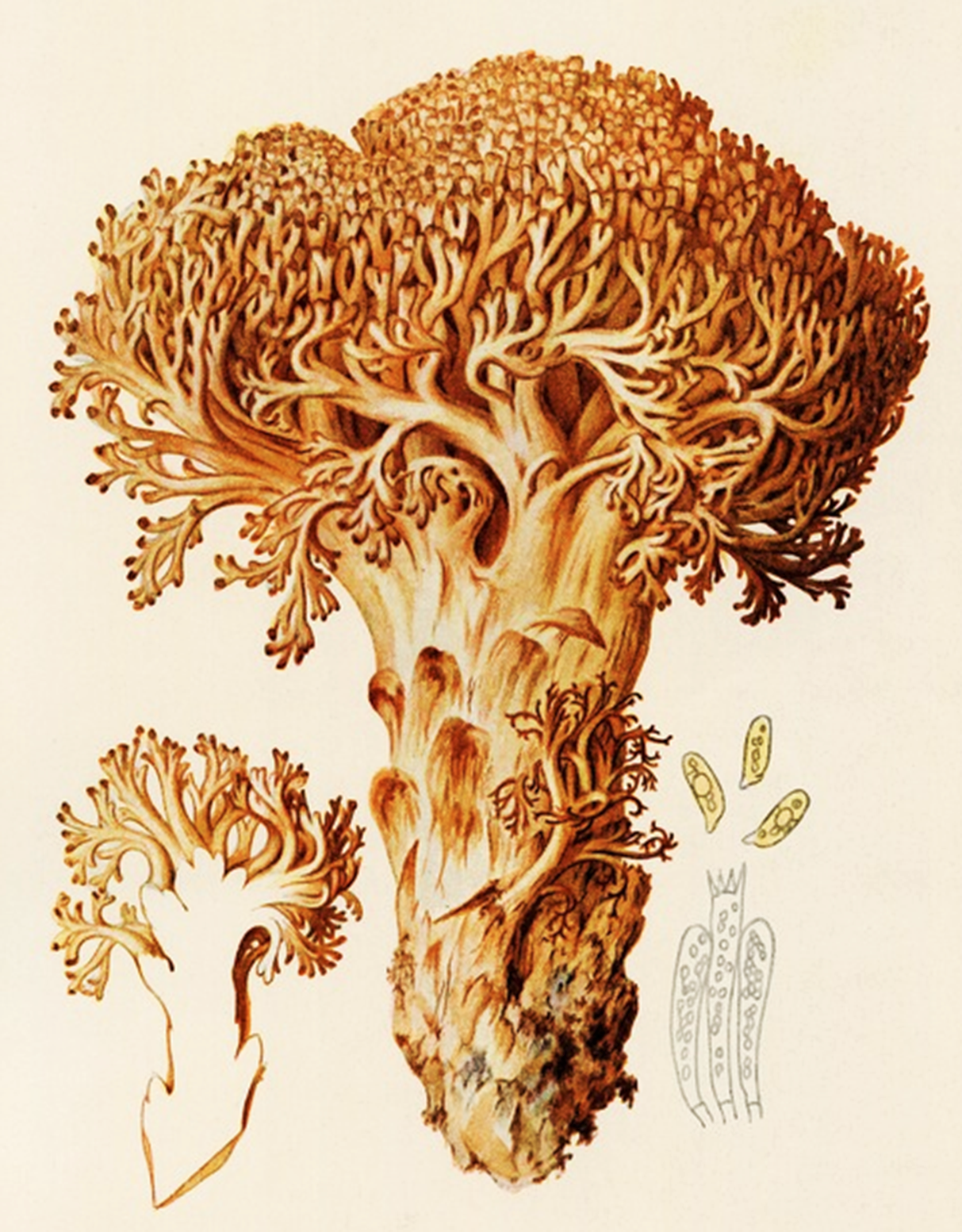

Koralówka czerwonawa (Ramaria rufescens (Schaeff.) Corner) – gatunek grzybów należący do rodziny siatkoblaszkowatych (Gomphaceae).

## Systematyka i nazewnictwo
Pozycja w klasyfikacji według Index Fungorum: Ramaria, Gomphaceae, Gomphales, Phallomycetidae, Agaricomycetes, Agaricomycotina, Basidiomycota, Fungi.
Po raz pierwszy opisał go 1774 r. Jacob Christian von Schaeffer, nadając mu nazwę Clavaria rubescens. Obecną nazwę nadał mu Edred John Henry Corner w 1950 r. Synonimy:
- Clavaria aurea var. rufescens (Schaeff.) Quél. 1886
- Clavaria rufescens Schaeff. 1774

## Morfologia
Owocnik
Klawarioidalny, o wymiarach około 15–20 cm, krzaczkowaty, gęsto rozgałęziony z silnym, szczudłowatym trzonem, podobny do główki kalafiora. Trzon ma charakterystyczną szorstką, łuskowatą strukturę powierzchni z rozgałęzieniami. Na powierzchni ziemi główne gałęzie rozwijają się gęsto we wszystkich kierunkach. W młodym wieku grzyb ma jasnożółte gałęzie, które wkrótce blakną i stają się woskowato-żółtobiałe, a starsze okazy jasnobeżowobrązowe. Gałęzie są gęste i kończą się na górze małymi, palczastymi wierzchołkami rozgałęziającymi się we wszystkich kierunkach. Na ich końcach często występują małe czerwonobrązowobordowe plamki. Miąższ biały, lekko wodnisty, marmurkowy. Grzyb wydziela lekko słodki zapach, a miąższ ma łagodny smak, bez gorzkiego posmaku.
Cechy mikroskopowe
Bazydiospory wąsko fasolkowate, około 7–10 × 3,2–4,5 µm, drobno ozdobione małymi brodawkami widocznymi pod mikroskopem w postaci punktów lub podłużnie wydłużonych plam. Strzępki z prostymi septami bez sprzążek.
Gatunki podobne
Koralówka blada (R. pallida) ma szarobiałe lub szarobeżowe owocniki z bladymi wierzchołkami, często z delikatnym szaroróżowym odcieniem, a jej zarodniki są większe i szersze, miąższ jest również lekko gorzki lub pozostawia lekko gorzki posmak. Może być pomylony również ze starszymi okazami koralówki czerwonowierzchołkowej(Ramaria botrytis). Odróżnia się ona jednak kształtem owocników, a jesj strzępki mają sprzążki.

## Występowanie i siedlisko
Podano jego stanowiska w Ameryce Północnej, Europie i Azji. Jest rzadki. Brak go w opracowanym w 2003 r. przez Władysława Wojewodę wykazie wielkoowocnikowych grzybów podstawkowych Polski. Jego stanowiska podaje internetowy atlas grzybów. Znajduje się w nim na liście gatunków zagrożonych i wartych objęcia ochroną.
Grzyb mykoryzowy związany głównie ze świerkiem pospolitym, rzadziej z sosną pospolitą. Jego głównymi siedliskami są wapienne, omszałe, bogate w zioła lasy świerkowe lub sosnowo-świerkowes w Europie Północnej i Środkowej ze specyficznymi dla tych lasów grzybami z rodzaju Cortinarius, podrodzaj Phlegmacium. Występuje od poziomu morza w Skandynawii aż do wysokości subalpejskich. Występuje głównie w starodrzewach i jego liczebność spada z powodu zmniejszania się powierzchni lasów będących jego siedliskiem.